# Phurys
Phurys từng là một chi bướm đêm thuộc họ Noctuidae. Hiện nó có tên đồng nghĩa là Nymbis và Perasia. Many thuộc chi species included in this are now in Ptichodis though.